# Oberthueria falcigera
Oberthueria falcigera is een vlinder uit de familie van de gevlamde vlinders (Endromidae). De wetenschappelijke naam van de soort is voor het eerst geldig gepubliceerd door Arthur Gardiner Butler.